# أحمد خضر
أحمد سعيد خضر (1 مارس 1948 – 2 أكتوبر 2003) هو مواطن مصري عاش في كندا. سافر إلى أفغانستان أثناء الغزو السوفيتي، وأصبح لديه العديد من العلاقات مع رموز الجهاد الأفغاني، بما في ذلك أسامة بن لادن مؤسس تنظيم القاعدة. اتهمته كلٌ من كندا والولايات المتحدة بكونه داعم وممول لتنظيم القاعدة.
عمل خضر مع عدد من الجمعيات الخيرية والمنظمات غير الحكومية التي تقدم الدعم للاجئين الأفغان في فترة الغزو بالإضافة لإقامة المشاريع الزراعية، كما أقام اثنين من دور الأيتام للأطفال الذين قتلت عائلاتهم أثناء الحرب، كما موَّل بناء «مستشفى مكة المكرمة» في أفغانستان، وتبرع لإنشاء سبع عيادات طبية مخصصة لمخيمات اللاجئين في باكستان.
كما ساهم في المفاوضات بين أمراء الحرب الأفغان، اعتبرته الحكومة الكندية عضو عالي الأهمية في تنظيم القاعدة. في عام 1999 أضافت المملكة المتحدة اسمه إلى قوائم عناصر القاعدة في الأمم المتحدة.
قُبض على اثنين من أبنائه من قبل قوات الولايات المتحدة في أفغانستان في عام 2002 في أعقاب هجمات 9/11، ونُقلوا إلى معتقل غوانتانامو، وهما عبد الرحمن خضر والأصغرعمر خضر الذي يُعتبر من أصغر المعتقلين في غوانتانامو، حيث قُبض عليه وعمره 15 سنة.
قُتِلَ أحمد خضر في 2 أكتوبر 2003، جنبًا إلى جنب مع أعضاء من تنظيم القاعدة وطالبان في تبادل لإطلاق النار مع قوات الأمن الباكستانية بالقرب من الحدود الأفغانية. وعقب وفاته انتقلت أسرته للعيش في كندا.

## وصلات خارجية
- The Khadr Legacy (archive), a website maintained by the family